# Округ Велс (Северна Дакота)
Округ Велс (енгл. Wells County) је округ у америчкој савезној држави Северна Дакота.

## Демографија
По попису из 2010. године број становника је 4.207, што је 895 (-17,5%) становника мање него 2000. године.
| Група             | 2000.         | 2010.         |
| Белци             | 5.044 (98,9%) | 4.143 (98,5%) |
| Афроамериканци    | 7 (0,1%)      | 3 (0,1%)      |
| Азијати           | 12 (0,2%)     | 4 (0,1%)      |
| Хиспаноамериканци | 15 (0,3%)     | 21 (0,5%)     |
| Укупно            | 5.102         | 4.207         |